# Persone di nome Aleksandar/Calciatori
| Questa pagina contiene informazioni ricavate automaticamente dalle voci biografiche con l'ausilio del template Bio e di un bot. L'aggiornamento è periodico e automatico e ricostruisce completamente la pagina. Se manca una persona in questa lista, sei pregato di non aggiungerla, ma accertati piuttosto che la sua voce biografica contenga il template Bio e che i dati anagrafici siano correttamente compilati. Se il template Bio manca, inseriscilo tu stesso o, in alternativa, metti l'avviso {{tmp\|Bio}} che ne segnala la mancanza. Se i dati riportati sono sbagliati, correggi direttamente la voce biografica; le modifiche saranno visibili in questa lista entro pochi giorni. Per chiarimenti vedi il progetto antroponimi. La lista contiene solo le 91 persone che sono citate nell'enciclopedia e per le quali è stato implementato correttamente il template Bio. Pagina aggiornata al 16 ott 2024. |

Questa è una lista di persone presenti nell'enciclopedia che hanno il nome Aleksandar e sono calciatori.

## A(3)
- Aleksandar Andrejević, calciatore serbo (Mladenovac, n. 1992)
- Aleksandar Aranđelović, calciatore e allenatore di calcio jugoslavo (Crna Trava, n. 1920 - Belgrado, † 1999)
- Aleksandar Atanacković, calciatore jugoslavo (Belgrado, n. 1920 - Belgrado, † 2005)

## B(6)
- Aleksandar Bajevski, ex calciatore macedone (Skopje, n. 1979)
- Aleksandar Bjelica, calciatore serbo (Vrbas, n. 1994)
- Aleksandar Bogdanović, calciatore serbo (Niš, n. 1999)
- Aleksandar Boljević, calciatore montenegrino (Podgorica, n. 1995)
- Aleksandar Borković, calciatore austriaco (Vienna, n. 1999)
- Aleksandar Busnić, calciatore serbo (Belgrado, n. 1997)

## C(1)
- Aleksandar Cvetković, calciatore serbo (Prokuplje, n. 1995)

## D(3)
- Aleksandar Damčevski, calciatore macedone (Strasburgo, n. 1992)
- Aleksandar Davidov, calciatore serbo (Odžaci, n. 1983)
- Aleksandar Dragović, calciatore austriaco (Vienna, n. 1991)

## F(1)
- Aleksandar Filipović, calciatore serbo (Leskovac, n. 1994)

## G(2)
- Aleksandar Glišić, calciatore bosniaco (n. 1992)
- Aleksandar Gojković, calciatore serbo (Kraljevo, n. 1988)

## I(4)
- Aleksandar Ignjatović, calciatore serbo (Niš, n. 1988)
- Aleksandar Ignjovski, ex calciatore serbo (Pančevo, n. 1991)
- Aleksandar Isaevski, calciatore macedone (Skopje, n. 1995)
- Aleksandar Ivoš, calciatore jugoslavo (Valjevo, n. 1931 - Novi Sad, † 2020)

## J(6)
- Aleksandar Jevtić, ex calciatore serbo (Koceljeva, n. 1985)
- Aleksandar Jovanović, ex calciatore bosniaco (Sarajevo, n. 1984)
- Aleksandar Jovanović, calciatore serbo (Niš, n. 1992)
- Aleksandar Jovanović, calciatore australiano (Melbourne, n. 1989)
- Aleksandar Jovičić, calciatore bosniaco (Banja Luka, n. 1995)
- Aleksandar Jukic, calciatore austriaco (Vienna, n. 2000)

## K(7)
- Aleksandar Kapisoda, calciatore croato (Osijek, n. 1989)
- Aleksandar Katai, calciatore serbo (Vrbas, n. 1991)
- Aleksandar Katanić, calciatore serbo (Loznica, n. 1995)
- Aleksandar Kocić, ex calciatore serbo (Vlasotince, n. 1969)
- Aleksandar Kosorić, calciatore bosniaco (Pale, n. 1987)
- Aleksandar Kovačević, calciatore serbo (Belgrado, n. 1992)
- Aleksandar Kozlina, calciatore jugoslavo (Donji Skrad, n. 1938 - Novi Sad, † 2013)

## L(2)
- Aleksandar Lazevski, calciatore macedone (Vršac, n. 1988)
- Aleksandar Lutovac, calciatore serbo (Belgrado, n. 1997)

## M(5)
- Aleksandar Mesarović, calciatore serbo (Krčedin, n. 1998)
- Aleksandar Miljković, calciatore serbo (Bor, n. 1990)
- Aleksandar Milušev, calciatore macedone (Strumica, n. 1988)
- Aleksandar Mitreski, ex calciatore macedone (Ohrid, n. 1980)
- Aleksandar Mitrović, calciatore serbo (Smederevo, n. 1994)

## P(12)
- Aleksandar Paločević, calciatore serbo (Gnjilane, n. 1993)
- Aleksandar Pantić, ex calciatore serbo (Prokuplje, n. 1978)
- Aleksandar Pantić, calciatore serbo (Aranđelovac, n. 1992)
- Aleksandar Pavlović, calciatore tedesco (Monaco di Baviera, n. 2004)
- Sándor Peics, calciatore e allenatore di calcio ungherese (Pécs, n. 1899 - † 1965)
- Aleksandar Pejović, calciatore serbo (Požega, n. 1990)
- Aleksandar Petaković, calciatore jugoslavo (Belgrado, n. 1930 - Kraljevo, † 2011)
- Aleksandar Petrović, ex calciatore serbo (Belgrado, n. 1983)
- Aleksandar Radomir Petrović, ex calciatore serbo (Belgrado, n. 1985)
- Aleksandar Pešić, calciatore serbo (Niš, n. 1992)
- Aleksandar Popović, calciatore serbo (Užice, n. 1999)
- Aleksandar Prijović, calciatore serbo (San Gallo, n. 1990)

## R(7)
- Aleksandar Radosavljevič, ex calciatore sloveno (Kranj, n. 1979)
- Aleksandar Radosavljević, ex calciatore serbo (Kraljevo, n. 1982)
- Aleksandar Radovanović, calciatore serbo (Šabac, n. 1993)
- Aleksandar Radunović, ex calciatore serbo (Zrenjanin, n. 1980)
- Aleksandar Rakić, ex calciatore serbo (Novi Sad, n. 1987)
- Aleksandar Ristevski, calciatore macedone (Prilep, n. 1992)
- Aleksandar Rodič, ex calciatore sloveno (Kozarska Dubica, n. 1979)

## S(9)
- Aleksandar Sedlar, calciatore serbo (Novi Sad, n. 1991)
- Aleksandar Simić, ex calciatore serbo (Belgrado, n. 1980)
- Aleksandar Simčević, calciatore serbo (Kruševac, n. 1987)
- Aleksandar Stanisavljević, calciatore e ex giocatore di calcio a 5 serbo (Požarevac, n. 1989)
- Aleksandar Stankov, calciatore macedone (Štip, n. 1991)
- Aleksandar Stevanović, ex calciatore tedesco (Essen, n. 1992)
- Aleksandar Stojanović, ex calciatore jugoslavo (Kragujevac, n. 1954)
- Aleksandar Stojković, calciatore serbo (Sombor, n. 1990)
- Aleksandar Subić, calciatore bosniaco (Banja Luka, n. 1993)

## T(6)
- Aleksandar Tanasin, calciatore serbo (Novi Sad, n. 1991)
- Aleksandar Temelkov, calciatore macedone (Kočani, n. 1987)
- Aleksandar Todorovski, calciatore macedone (Kraljevo, n. 1984)
- Aleksandar Trajkovski, calciatore macedone (Skopje, n. 1992)
- Aleksandar Trifunović, ex calciatore jugoslavo (Kraljevo, n. 1954)
- Aleksandar Trišović, ex calciatore serbo (Kraljevo, n. 1983)

## V(5)
- Aleksandar Vasilev, ex calciatore macedone (Strumica, n. 1985)
- Aleksandăr Vasilev, calciatore bulgaro (Stražica, n. 1995)
- Aleksandar Vasiljević, calciatore serbo (Zemun, n. 2001)
- Aleksandar Vidović, calciatore bosniaco (Milići, n. 2001)
- Aleksandar Vukotić, calciatore serbo (Kraljevo, n. 1995)

## Ć(1)
- Aleksandar Ćirković, calciatore serbo (Smederevska Palanka, n. 2001)

## Č(2)
- Aleksandar Čanović, ex calciatore serbo (Kosovska Mitrovica, n. 1983)
- Aleksandar Čavrić, calciatore serbo (Vukovar, n. 1994)

## Đ(4)
- Aleksandar Đoković, calciatore serbo (Kosovska Mitrovica, n. 1991)
- Aleksandar Đukić, ex calciatore serbo (Valjevo, n. 1980)
- Aleksandar Đurić, ex calciatore bosniaco (Doboj, n. 1970)
- Aleksandar Đorđević, calciatore serbo (n. 1999)

## Š(2)
- Aleksandar Šofranac, calciatore montenegrino (Cettigne, n. 1990)
- Aleksandar Šušnjar, calciatore australiano (Perth, n. 1995)

## Ž(3)
- Aleksandar Živanović, calciatore serbo (Niš, n. 1987)
- Aleksandar Živković, calciatore jugoslavo (Orašje, n. 1912 - Zagabria, † 2000)
- Aleksandar Živković, ex calciatore serbo (Niš, n. 1977)